# Barbara Brukalska
Barbara Brukalska (4 tháng 12 năm 1899 - 6 tháng 3 năm 1980) là kiến trúc sư người Ba Lan, giáo sư tại Đại học Bách khoa Warszawa. Trường phái kiến trúc của bà là theo Chủ nghĩa Công năng.

## Cuộc đời
Brukalska sinh ra ở Brzeźce, tỉnh Masovia. Trường phái kiến trúc của bà lấy cảm hứng từ chủ nghĩa công năng của kiến trúc sư Le Corbusier: nhà ở giá rẻ, công năng càng đơn giản càng tốt. Theo như Brukalska về việc trình bày nội thất của nhà giá rẻ dành cho người lao động  thì cần kết hợp các chức năng của nhà bếp và phòng ăn trong một phòng, và hạn chế đồ đạc ở mức đơn giản nhất. Đối với khu vực bếp ăn, bà cho rằng cần sơn tường màu trắng để khiến căn bếp sạch sẽ như phòng thí nghiệm. Từ năm 1927-1938, bà và chồng mình thiết kế nội thất của tàu khách.
Từ năm 1939-1944, Stanisław Brukalska bị giam giữ trong trại tù binh Đức. Sau Thế chiến II, Brukalska thiết kế dự án phát triển nhà ở ở Okęcie và Nhà hưu trí Matysiak.

## Một số công trình
- Tổ hợp nhà ở IV, VII và IX ở quận Żoliborz (1927-1939)
- Nhà số 8 Niegolewski ở Warszawa (1927-1928)
- Tái thiết Dom pod Orłami ở Warszawa (1948-1950)
- Nhà Matysiak ở Warszawa (1956)
- Nhà thờ ở Troszyn (1956-1975)
- Phát triển nhà ở quận Okęcie của Warszawa(1960)
- Tòa nhà Quốc hội (1964)
- Nhà thờ ở Sypniew (1971-1974)